# Nitrato de guanidina
O nitrato de guanidina, ou nitrato de guanidinio é um composto químico com a fórmula [C(NH2)3]NO3. É um sal incolor solúvel em água. É produzido em grande escala como combustível de alta energia usado como gerador de gás e aplicações de propelente sólido para foguetes.

## Propriedades e produção
Embora seja o sal formado pela neutralização da guanidina com ácido nítrico, o nitrato de guanidina é produzido industrialmente pela reação da cianoguanidina com nitrato de amônio.
Foi usado como um monopropelente em motores Jetex para aeromodelos, sendo atraente pelo fato de possuir um alto débito de gás e baixa temperatura de chama. Tem um impulso específico relativamente alto de 177 segundos (1,7 kN·s/kg).
A decomposição explosiva do nitrato de guanidina é dada pela seguinte equação: H6N4CO3(s)→ 3h2O(g) + 2 N2(g) + C(s)

## Segurança
O composto é uma substância perigosa, sendo um explosivo e oxidante. Também é prejudicial para os olhos, pele e trato respiratório.